# Cornelius Vanderbilt Jr.
Pour les articles homonymes, voir Vanderbilt et Famille Vanderbilt.
Cornelius Vanderbilt Jr. (aussi Cornelius Vanderbilt IV), né le 30 avril 1898 à Staten Island (New York), aux États-Unis et mort le 7 juillet 1974 à Reno (Nevada), est un homme de presse, auteur, officier militaire, réalisateur, scénariste et directeur de la photographie américain.

## Biographie
Cornelius Vanderbilt IV est le fils du général Cornelius « Neily » Vanderbilt III et de Grace Graham Wilson (en).
Vanderbilt fréquente la Harstrom's Tutoring School (en) et la St. Paul's School (en) en tant que jeune homme. Il se prépare à entrer à l'université Yale lorsque ses études sont interrompues par l'entrée des États-Unis dans la Première Guerre mondiale en avril 1917.
Peu de temps après que les États-Unis aient déclaré la guerre à l'Allemagne, au grand dam de sa mère, Vanderbilt s'enrôle dans l'armée américaine en juillet 1917, à l'âge de 19 ans. Il termine la guerre avec le grade de sous-lieutenant. Après son affectation auprès du général Haig, Vanderbilt est réaffecté au quartier général de la 27e Division où il a sert de chauffeur pour livrer les dépêches. En conduisant sur une mission, Vanderbilt a un accident presque mortel.
Au grand désarroi de ses parents, il décide de devenir journaliste. Ses parents détestaient la presse, considérée par eux comme une atteinte à la vie privée. Il travaille au New York Herald et plus tard au New York Times, dans lequel il publie plusieurs articles. Considéré comme un bohème par ses parents, il est souvent en désaccord avec eux.
Au début des années 1920, Vanderbilt lance plusieurs journaux et tabloïds - le Los Angeles Illustrated Daily News (en), le San Francisco Illustrated Daily Herald et le Miami Tab notamment. Bien que prétendant respecter les normes les plus élevées d'excellence journalistique, les publications n'ont duré que deux ans et demi, en grande partie en raison de la concurrence prédatrice des journaux appartenant à William Randolph Hearst. Vanderbilt Inc. cesse ses activités avec des pertes s'élevant à près de 6 millions de dollars. Vanderbilt est ensuite allé travailler comme rédacteur en chef adjoint du New York Daily Mirror (en).
En 1922, il rejoint le New York Civitan Club, une organisation dont le but est de « bâtir une bonne citoyenneté en fournissant une organisation bénévole de clubs voués à répondre aux besoins individuels et communautaires en mettant l'accent sur l'aide aux personnes ayant une déficience intellectuelle. »
En 1929, il publie Reno, un roman sur le divorce se déroulant à Reno (Nevada), où il vit depuis son premier divorce en 1927. Le livre a été adapté dans le film Reno de 1930 intitulé de manière similaire, mettant en vedette Ruth Roland dans ses débuts au cinéma sonore. Puis, en 1931, il est engagé par Columbia Pictures pour faire une comédie sur la ville, en association avec l'humoriste John P. Medbury (en).
En 1934, Vanderbilt réalise le documentaire anti-nazi, Hitler, le règne de la terreur. Ce film est réalisé secrètement par Vanderbilt alors qu'il visitait l'Allemagne nazie peu de temps après l'arrivée au pouvoir d'Hitler. Comme son nom l'indique, il s'agit d'un exposé du régime nazi et est considéré comme le premier film antinazi produit. Il met particulièrement en évidence l'oppression des juifs par les nazis. Dans le film, Vanderbilt décrit Hitler comme une combinaison du politicien Huey Long, du prédicateur Billy Sunday et du gangster Al Capone. Il comportait plusieurs scènes reconstituées, y compris une brève réunion avec Hitler et une interview avec l'ancien empereur Guillaume II, ce qui est nécessaire car les rencontres originales n'ont pas été filmées. Dans son autobiographie Farewell to Fifth Avenue, Vanderbilt raconte avoir tenté d'interviewer Hitler une deuxième fois, mais rechigné à une demande nazie de payer 5000 $ - apparemment au profit des familles des nazis décédés dans le Putsch de la Brasserie. Hitler's Reign of Terror est publié le 30 avril 1934 ; une protestation diplomatique est faite contre elle par l'ambassade d'Allemagne. Il est interdit dans l'État de New York et l'Illinois, ne permettrait pas sa diffusion tant que le titre n'est pas changé en Hitler Reigns. Il reçoit de mauvaises critiques et un critique s'est moqué de sa prédiction selon laquelle l'Allemagne sous Hitler finirait par constituer une menace pour la paix mondiale. Le film est considéré comme perdu pendant de nombreuses années jusqu'à ce qu'un seul exemplaire survivant soit retrouvé en Belgique. Le film est projeté au Museum of Modern Art de New York en 2013.
En 1935, Vanderbilt publie son autobiographie intitulée Farewell to Fifth Avenue. Le livre donne un aperçu significatif de la vie des membres de la haute société au début du XXe siècle. Dans le livre, Vanderbilt raconte des vacances en Europe sur le yacht de son père, son expérience militaire pendant la Première Guerre mondiale et ses expériences en tant qu'éditeur de journaux. Il y exprime également son rejet de l'artifice de la haute société new-yorkaise et raconte également ses rencontres avec un certain nombre de personnages de premier plan, dont certains qu'il a pu interviewer lors de son voyage en Europe en 1933 (Franklin Roosevelt, Guillaume II, Benito Mussolini, pape Pie XI, Joseph Staline ou bien Al Capone).
En 1938, Vanderbilt est mis en service dans la réserve de l'armée américaine. À partir de 1941, il est en service actif avec le grade de major dans le Corps du renseignement. Il reçoit une mention élogieuse du FBI, probablement pour son travail de contre-espionnage, en 1942. En décembre 1942, il est hospitalisé à l'Walter Reed General Hospital et est libéré de l'armée en 1943 en raison d'une mauvaise santé.
En 1945, Vanderbilt devient membre de la Société des Cincinnati dans le Rhode Island par droit de sa descendance de son grand-oncle, le major Ebenezer Flagg.
Vanderbilt fait sa résidence à Reno et continue d'écrire et de donner des conférences sur les affaires du monde.
En 1960, il rejoint Airtronics International Corporation, en tant que vice-président et directeur. Dans ce rôle, il agit en tant que cadre de liaison entre Airtronics et ses clients civils.

### Vie personnelle
Vanderbilt se marie sept fois au cours de sa vie, mais n'a aucun enfant.
Son premier mariage a lieu le 29 avril 1920 avec la mondaine new-yorkaise Rachel Littleton, sœur de Martin W. Littleton (en).Le mariage se termine par un divorce en 1927, après que Vanderbilt ait perdu plus de 2 millions de dollars dans des entreprises de tabloïd. Elle épousé plus tard Jasper Morgan, un neveu de John Pierpont Morgan.
En juillet 1928, il épouse Mme Mary Weir Logan, qui obtient le divorce de son ancien mari, Waldo Hancock Logan, une demi-heure avant la cérémonie. Logan, après un mariage et un divorce ultérieurs avec l'actrice Ruthelma Stevens (en), s'est suicidé plus tard à Miami après s'être retrouvé sans le sou. Mary et Cornelius divorcent en août 1931.
Le 4 janvier 1935, Vanderbilt épouse Helen Virginia Varner, fille du Dr H. V. Varner. Ils divorcent en 1940. Elle épousa plus tard Jack Frye, fondateur de TWA.
En 1946, il épouse Maria Feliza Pablos, héritière d'un vaste domaine bovin au Mexique. Elle est une petite-nièce de l'ancien président du Mexique Porfirio Diaz et une petite-fille de l'ambassadeur Francisco Castillo Nájera. Ils divorcent le 29 avril 1948.
Plus tard la même année, le 7 septembre 1948, Vanderbilt épouse Patricia Murphy Wallace, ancienne épouse du photographe d'Hollywood Earl Wallace. Ils divorcent en 1953.
En 1957, Vanderbilt épouse Anna Bernadetta Needham, sa secrétaire de 25 ans. Ils divorcent le 5 mai 1960.
En 1967, Vanderbilt épouse Mary Lou Gardiner Bristol. Ils sont restés mariés jusqu'à sa mort en 1974.

## Publications
- Lines From the Front Lines, 1918.
- The Gas Attack, 1919.
- Experiences of a Cub Reporter, George Sully and Company, New York, 1920.
- Reno, 1929.
- Park Avenue, 1928.
- Palm Beach, 1929.
- A Woman of Washington, E. P. Dutton, Inc., New York, 1937.
- Filthy Rich, 1939
- The Living Past of America, Crown Publishers, New York, 1955. (LCCN 55–7242).

## Filmographie partielle

### Au cinéma
- 1923 : C-V News: Filming Greed (court-métrage, producteur)
- 1930 : Reno (scénariste)
- 1934 : Hitler, le règne de la terreur (Hitler's Reign of Terror) (réalisation et directeur de la photographie)